# Anaesthetis anatolica
Anaesthetis anatolica là một loài bọ cánh cứng trong họ Cerambycidae.